# Ataque en la escuela de Trollhättan de 2015
El 22 de octubre de 2015, Anton Lundin Pettersson, de 21 años de edad atacó varias aulas de la Kronan School en Trollhättan (Suecia) con una espada. Causó la muerte de un alumno y un profesor, apuñaló a otro docente que murió el 3 de diciembre de ese mismo año por sus heridas y a otro estudiante. Falleció más tarde por las heridas de bala que recibió durante su aprehensión.
Es el ataque más letal en una escuela en Suecia y también el primer ataque mortal a una escuela en Suecia desde el Tiroteo en la escuela Kungälv en 1961, donde una persona murió y otras 6 heridas. La investigación inicial concluye que Petterson fue motivado por un sentimiento antiinmigración y eligio la escuela como objetivo por su localización en un barrio con una gran tasa de población migrante.

## Trasfondo
La ciudad de Trollhättan tiene un historial de crímenes de odio anteriores, incluido un ataque incendiario en una mezquita en la década de 1990. Se la considera la ciudad con mayor segregación étnica de Suecia.

## Ataque
Pettersson entró en Kronan a las 10:06 a. m., vestido con ropa negra, una capa, un casco estilo Stahlhelm y una máscara de paintball. Al principio, los testigos creyeron que la presencia de Pettersson era una broma de Halloween. Los testigos inicialmente creyeron que se trataba de una broma de Halloween. La policía dijo que tenían "muchas preguntas" para responder sobre la motivación del atacante.
El profesor Lavin Eskandar, de 20 años, se enfrentó a Pettersson, quien inmediatamente lo apuñaló. Eskandar murió en el lugar. Pettersson luego apuñaló a un estudiante somalí de 15 años, Ahmed Hassan, quien murió más tarde a causa de sus heridas en el hospital. Pettersson luego apuñaló a un estudiante sirio anónimo de 15 años, que sobrevivió a sus heridas.
Mientras deambulaban por los pasillos, dos estudiantes se encontraron con Pettersson y, creyendo que su presencia era una broma de Halloween, posaron con él y se tomaron una fotografía. Niclas Hallgren, jefe de policía de la ciudad, dijo que Pettersson los perdonó porque tenían la piel blanca.
Poco después, un profesor de 42 años, Nazir Amso, se enfrentó a Pettersson y le exigió que se quitara la máscara. Petterson luego atacó a Amso y lo apuñaló. Amso murió a causa de sus heridas seis semanas después en el hospital, el 3 de diciembre. Poco antes de las 10:16, agentes de policía llegaron al lugar, diez minutos después de que Petterson llegara a la escuela. Según los informes, Pettersson cargó contra la policía y recibió un disparo en el abdomen, muriendo luego a causa de sus heridas en el hospital.
Dagens Nyheter publicó una fotografía que muestra al atacante poco antes de su crimen. En la imagen, posó con su espada junto a 2 estudiantes en un pasillo.

## Atacante
Anton Niclas Lundin Pettersson (22 de junio de 1994-22 de octubre de 2015) fue identificado por el periódico  Expressen Pettersson no tenía antecedentes penales y no era miembro de ninguna organización política, pero había apoyado una petición de los Demócratas de Suecia para iniciar un referéndum sobre inmigración. Según Aftonbladet, Pettersson había visitado sitios web de extrema derecha y extremista que apoyan a Adolf Hitler y la Alemania nazi y también se había unido a un grupo de Facebook que se opuso a la inmigración a Suecia. Se llamó al Servicio de Seguridad Sueco para investigar estos hallazgos.
Pettersson vivía en un edificio de apartamentos, pero decidió atacar la escuela porque estaba en Kronogården, una ciudad con una alta población de inmigrantes. La policía citó esto como una prueba más de su motivo  Antiguos compañeros de clase describieron a Pettersson como una persona solitaria que "vivía en su propio mundo" y vestía ropa negra influenciada por el emo y la escena del rock.
Bjørn Ihler, un sobreviviente de los atentados de Noruega, escribió en The Guardian que en 2013, a Pettersson le le gustó un video de YouTube del ex El líder del Ku Klux Klan Johnny Lee Clary testificando cómo una experiencia positiva con un hombre negro le había hecho repudiar sus creencias racistas que antes tenía. También se dice que interactuó con contenido en línea que degradaba a las mujeres y a personas religiosas. Se había vinculado a las canciones de Rammstein y Rob Zombie en su Facebook y perfiles de Youtube.
Se encontraron cicatrices de autolesión en sus brazos, y más tarde se reveló que había completado una prueba en línea para detectar depresión, además de ver videos de personas suicidándose. Había guardado material sobre la desesperanza, la incomprensión, el autodesprecio, la violencia y la muerte, junto con material que sugería que no estaba seguro de su identidad sexual.

### Secuelas y reacciones
En la mañana del 23 de octubre, un día después del ataque, la policía y los medios suecos confirmaron que el ataque tenía "motivos racistas" y que se trataba de un "crimen de odio". Niclas Hallgren, jefe de policía de la ciudad, afirmó que todas las víctimas del ataque eran "de piel oscura". El jefe de investigación, Thord Haraldsson, dijo que las imágenes de CCTV mostraban que Pettersson perdonó la vida a estudiantes de piel blanca.
Después de la noticia del ataque, primer ministro Stefan Löfven viajó a Trollhättan, calificándolo de "día negro" para el país. Ministro de Integración Anders Ygeman escribió en Twitter: "Con tristeza y consternación recibí la noticia del ataque a la escuela en Trollhättan. Mis pensamientos van a las víctimas y sus familias". El rey Carlos XVI Gustavo de Suecia dijo que la familia real recibió la noticia "con gran consternación y tristeza". Durante los días posteriores a Halloween, hubo informes de personas que vestían atuendos sospechosos o blandían armas, y se descubrió que eran personas que celebraban Halloween. La policía advirtió al público que no portara armas de imitación con sus disfraces de Halloween, para evitar malentendidos potencialmente peligrosos. La escuela de Kronan permaneció cerrada hasta el 2 de noviembre, cuando volvió a abrir con mayor seguridad.
El 29 de septiembre de 2017 se publicó el primer libro sobre el ataque: Lo que nunca se permitió que sucediera: el ataque a la escuela de Trollhättan. (Det som aldrig fick ske: Skolattentatet i Trollhättan en sueco)
El libro contenía información sobre el ataque que antes no estaba disponible para el público, incluida la redacción de un mensaje que Pettersson envió a un amigo en línea antes del ataque y que la familia Pettersson no conocía. El autor, Åsa Erlandsson, habló con el hermano de Pettersson. Erlandsson ganó el premio Stora Journalistpriset por el libro.
El 25 de marzo de 2019, se produjeron dos tiroteos masivos consecutivos en un ataque terrorista contra dos mezquitas en Christchurch, Nueva Zelanda, donde 51 personas murieron y otras 40 resultaron heridas. El autor del tiroteo mencionó a Pettersson en su manifiesto y declaró su apoyo, además de escribir el nombre de Petterson en una de sus armas.